# Reuß älterer Linie
Das Fürstentum Reuß älterer Linie war ein Kleinstaat im Osten des heutigen Landes Thüringen. Landeshauptstadt war Greiz.
Im Jahre 1778 wurde Reuß ä. L. zum Fürstentum erhoben.

## Geschichte

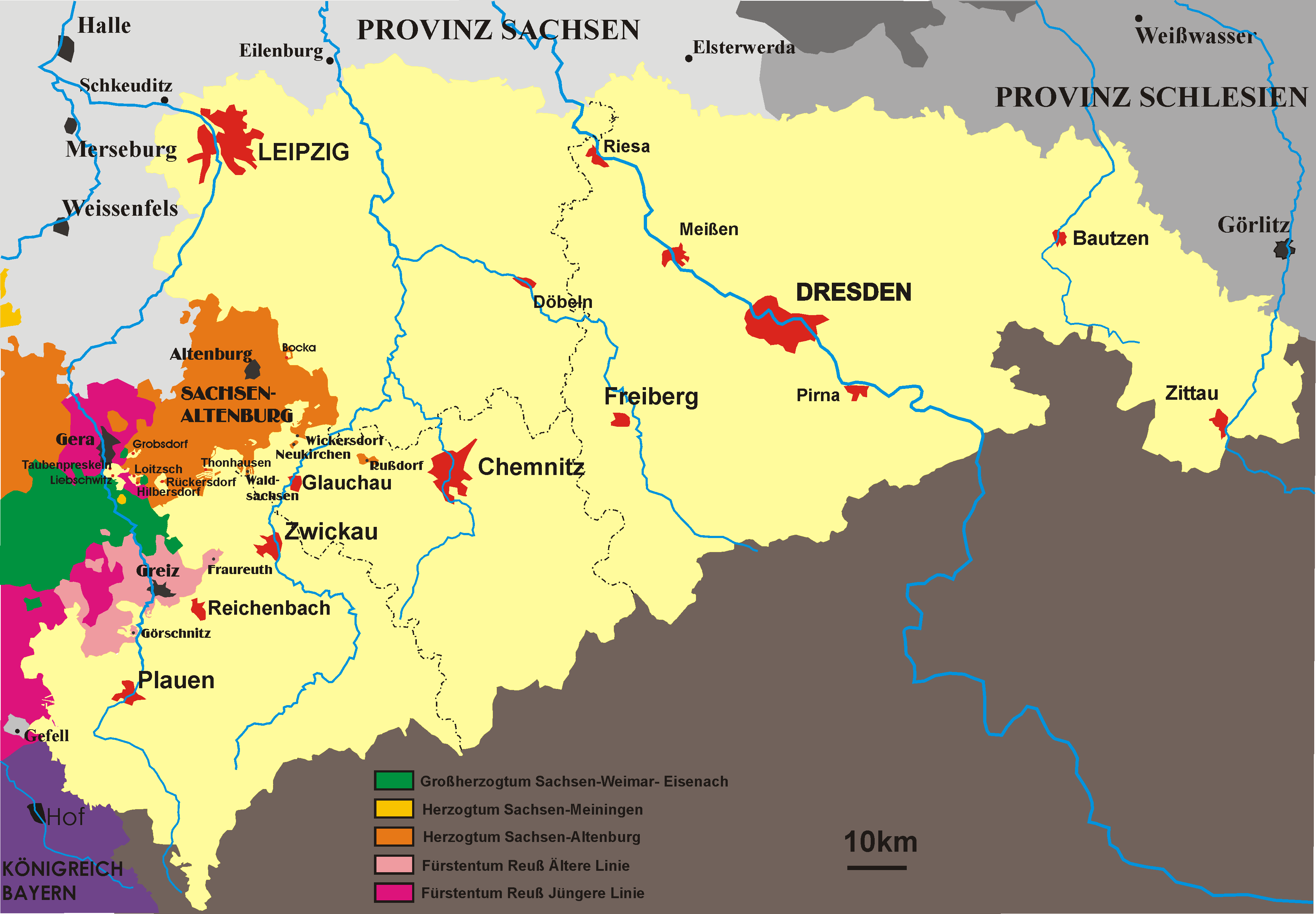
Karte von Sachsen im 19. Jahrhundert; das Fürstentum Reuß Älterer Linie ist links in hellrosa eingezeichnet

Reuß älterer Linie ist ein Hauptzweig des Hauses Reuß. Das Fürstentum Reuß ältere Linie entstand am 12. Mai 1778 mit der Erhebung Heinrichs XI. in den Reichsfürstenstand aus der Grafschaft Greiz ältere Linie. Diese war am 17. März 1768 nach dem Tod Heinrichs III., Graf von Untergreiz, und der Vereinigung von Obergreiz und Untergreiz unter Heinrich XI. entstanden. Rund hundert Jahre früher, am 26. August 1673, war die Erhebung Heinrichs I. Reuß-Obergreiz und aller Herren Reuß in den Reichsgrafenstand unter der Lehnshoheit zur böhmischen Krone erfolgt. 1807 trat das Fürstentum dem Rheinbund bei und stand damit bis 1813 unter der Protektion Napoleons, ehe es 1815 Mitglied des Deutschen Bundes wurde. Auf dem Wiener Kongress konnte Fürst Heinrich XIII. ein vorher zwischen dem Königreich Sachsen und Reuß strittiges Gebiet für sich gewinnen. Es handelte sich dabei um die einst dem Kloster Mildenfurth zugehörigen Dörfer Altgommla und Kühdorf sowie um Teile der Dörfer Alt- und Neugernsdorf. 1833 wurde Reuß ä. L. im Zoll- und Handelsverein der Thüringischen Staaten Mitglied des Deutschen Zollvereins.
Für die Geschichte 1848 bis 1851 siehe Revolution von 1848/1849 in Reuß älterer Linie.
Im Deutschen Krieg 1866 war Reuß ä. L. aufgrund historischer Verbindungen (unter anderem war Heinrich XIII. kaiserlich-österreichischer Generalfeldzeugmeister) und dynastischer Beziehungen Verbündeter Österreichs. Während der Kriegshandlungen lag das Fürstentum abseits von den Geschehnissen. Die preußische Kriegserklärung erfolgte am 21. Juni, erst am 11. August 1866 kam es zur militärischen Besetzung durch zwei Kompanien.
An eine Aufnahme eines selbständigen Reuß ä. L. in den von Preußen neu gegründeten Norddeutschen Bund war dabei noch nicht gedacht. Vielmehr sollte dieser Staat im Rahmen eines Gebietsaustausches zwischen Preußen (Kreis Ziegenrück) und Reuß jüngerer Linie aufgeteilt werden. Allerdings bewahrte die Fürsprache des Großherzogs von Sachsen-Weimar-Eisenach beim preußischen König Wilhelm I. das Fürstentum vor diesem Schicksal. Auch bezüglich Abtretungen erkannte man, dass Reuß ä. L. zu klein war, um noch kleiner gemacht zu werden. Daher erfolgte an Stelle von Landabtretung eine Geldzahlung von 100.000 Talern, welche je zur Hälfte das Fürstenhaus und das Land trugen.
Am 26. September 1866 wurde dann in Berlin der Friedensvertrag unterzeichnet, durch den Reuß ä. L. zwangsweise dem Norddeutschen Bund beitrat. Damit war das Land nur noch ein Gliedstaat dieses neuen Bundesstaates, der am 1. Juli 1867 seine Bundesverfassung erhielt. Im Jahre 1871 traten die Südstaaten bei, sodass der Bundesstaat in Deutsches Reich umbenannt wurde. Als 1880 die Gliedstaaten verpflichtet wurden, beim Bundesrat in Berlin ständige Vertretungen einzurichten, übertrug das Fürstentum seine Vertretung auf das Großherzogtum Mecklenburg-Schwerin. Nach dem Tod von Heinrich XXII. übernahm dies das Großherzogtum Sachsen-Weimar-Eisenach.
Reuß ä. L. blieb ein sehr konservativer Staat. So bedurften Vereinsgründungen einer staatlichen Genehmigung und politische Vereine jeder Richtung waren verboten. Im Sommer 1851 verabschiedete der Landtag zwar eine Verfassung, die jedoch so lange hinausgezögert wurde, dass eine Publizierung in Anbetracht der zunehmenden Reaktion nicht mehr nötig war. Erst die Aufnahme in den Norddeutschen Bund machte eine Verfassungsdiskussion wieder notwendig. So führte das Fürstentum mit der Verfassung des Fürstentums Reuß älterer Linie vom 28. März 1867 als letzter Staat Thüringens die konstitutionelle Monarchie ein. Der neue Greizer Landtag setzte sich aus zwölf Abgeordneten zusammen, von denen drei vom Fürsten ernannt, zwei von Rittergutsbesitzern und den größten Bauern bestimmt und sieben in drei städtischen und vier ländlichen Wahlkreisen im indirekten Verfahren gewählt wurden.
Fürst Heinrich XXII. versuchte weiterhin, die selbstherrliche Regierungsweise fortzuführen, die Reuß ä. L. zu einer Hochburg eines orthodoxen Luthertums machte. Sein Verhalten gegenüber den Vertretern Preußens war durch Abneigung bis Feindschaft gekennzeichnet. Die preußische Presse gab ihm den Beinamen „der Unartige“. Insbesondere mit der Rüstungspolitik und der Außenpolitik des Reiches war er nicht einverstanden, so dass unter anderem als einziger Gliedstaat Reuß ä. L. im Bundesrat 1900 gegen die China-Expedition und 1901 gegen den Etat des Auswärtigen Amtes sowie gegen den Kolonialetat stimmte. Aber auch gegen die Einführung der obligatorischen Zivilehe, des BGB, die Kulturkampfgesetze und sogar gegen die Sozialistengesetze wurde gestimmt.
Das Fürstentum war ein Staat der Extreme, als einziger deutscher Staat 1910 ohne Schulden, als einziger bis zur Gründung des städtischen Gymnasiums in Greiz 1879 ohne Schule, die zur Hochschulreife führte.
Mit dem Tod von Fürst Heinrich XXII. endete 1902 die Regentschaft der älteren Linie, da sein Sohn Fürst Heinrich XXIV. für geisteskrank und somit dauernd regierungsunfähig erklärt worden war. So fiel die Vormundschaft und Regentschaft an Fürst Heinrich XIV. (Reuß jüngere Linie). Seit 1908 regierte sein Sohn Heinrich XXVII. beide Fürstentümer in Personalunion bis 1918.
Nach der Novemberrevolution 1918 wurde Reuß ä. L. ein Freistaat, der sich aber schon 1919 mit dem Freistaat Reuß j. L. zum Volksstaat Reuß mit der Hauptstadt Gera vereinigte, der wiederum 1920 im Land Thüringen aufging.

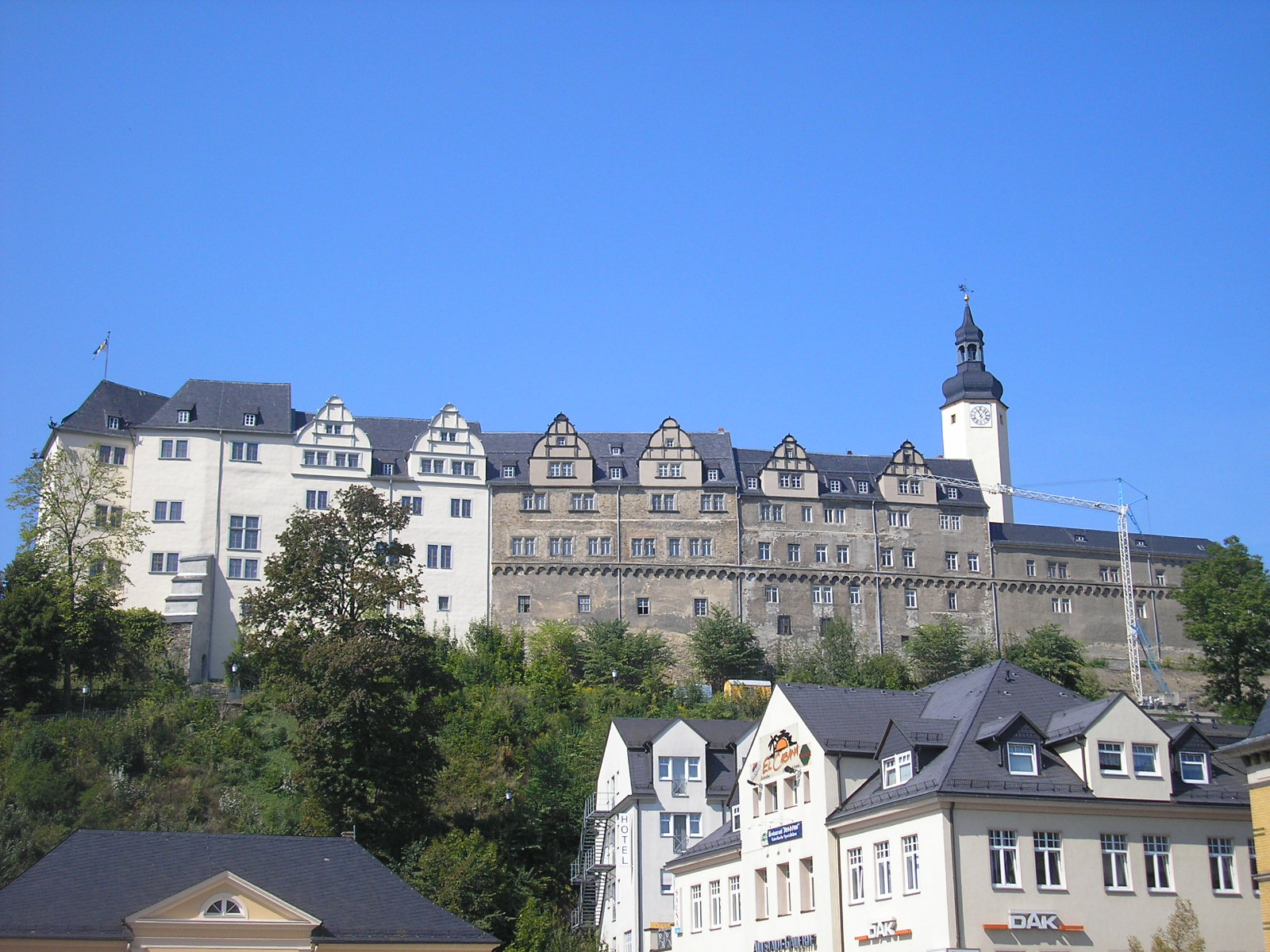
Oberes Schloss in Greiz
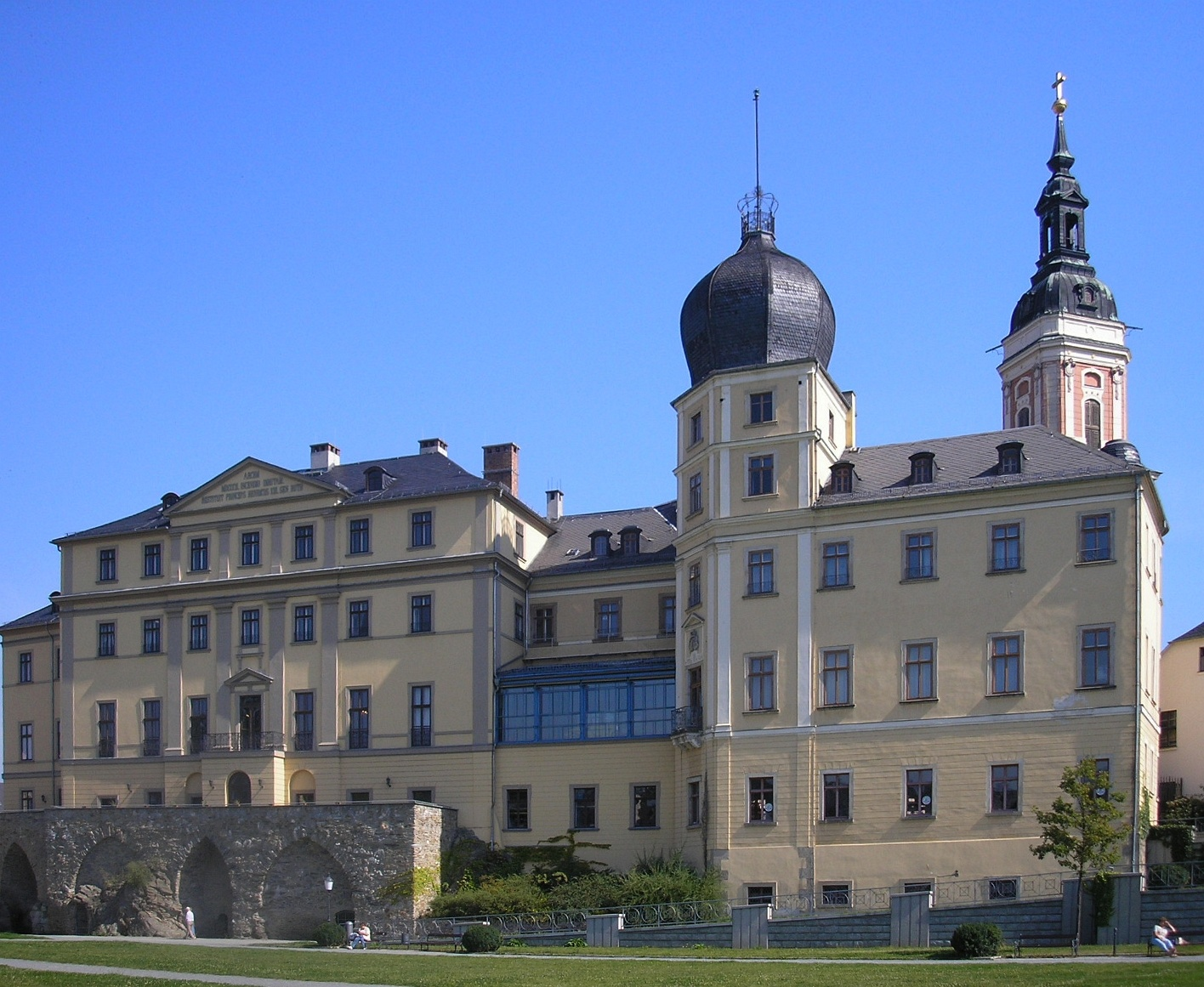
Unteres Schloss (Greiz)
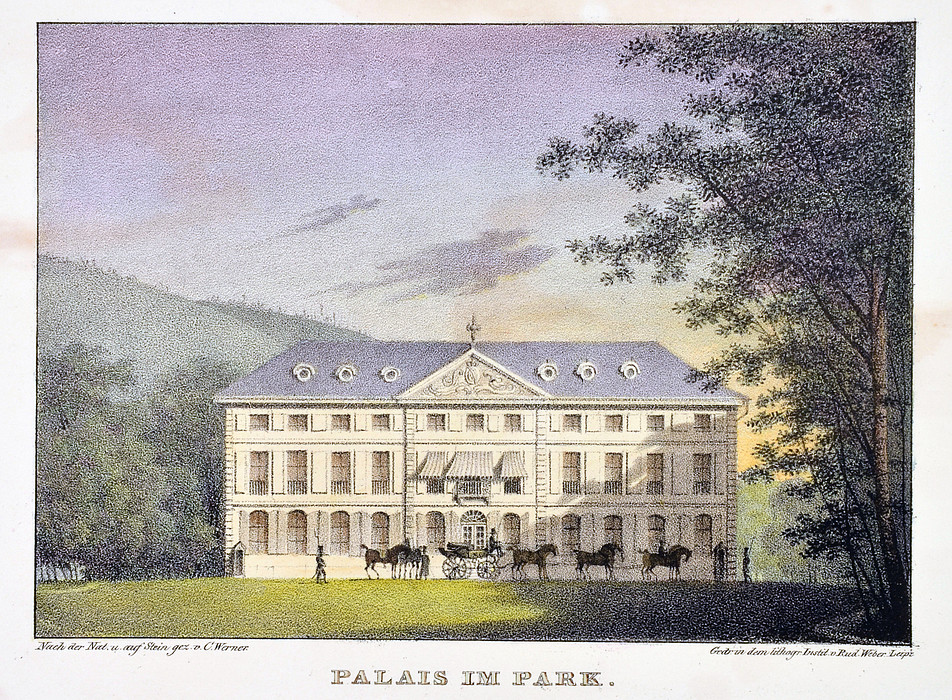
Sommerpalais im Greizer Park

### Fürsten
1. 1743–1800 Heinrich XI. (1722–1800)
2. 1800–1817 Heinrich XIII. (1747–1817)
3. 1817–1836 Heinrich XIX. (1790–1836)
4. 1836–1859 Heinrich XX. (1794–1859)
5. 1859–1867 vormundschaftlich: Caroline von Hessen-Homburg (1819–1872)
6. 1867–1902 Heinrich XXII. (1846–1902)
7. 1902–1918 Heinrich XXIV. (1878–1927), regierungsunfähig

Regentschaft durch:
1902–1908 Heinrich XIV. j. L. (1832–1913)
1908–1918 Heinrich XXVII. j. L. Erbprinz, Regent und (seit 1913) Fürst j. L. (1858–1928)

Fürst Heinrich XI. (1722–1800), Erbauer des Sommerpalais zu Greiz
Fürst Heinrich XIII. (1747–1817); Gemälde von Anton Graff in der Neuen Pinakothek; Erbauer des Unteren Schlosses zu Greiz
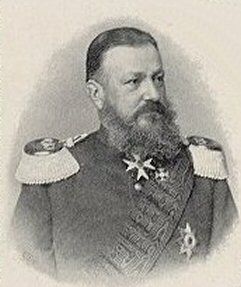
Fürst Heinrich XXII. (1846–1902); Gegner Preußens
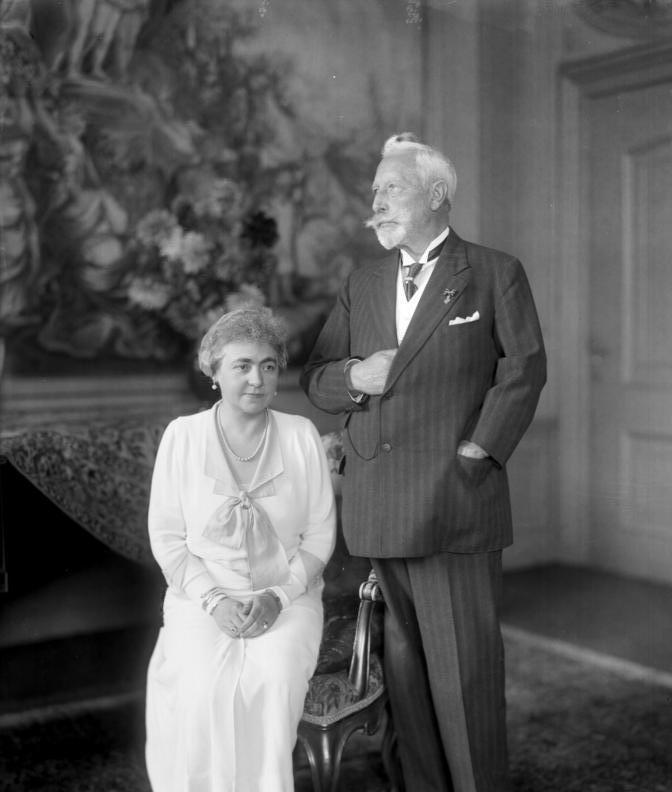
Prinzessin Hermine Reuß ältere Linie, Tochter Heinrichs XXII., mit ihrem zweiten Gemahl, Kaiser Wilhelm II. im Doorner Exil 1933

### Regierungs- und Konsistorialpräsidenten
- 1782 – 1841: Franz Christian Ferdinand von Grün
- 1841 – Juni 1848: Ludwig Freiherr von und zu Mannsbach
- 1. Juli 1848 – 6. Mai 1861: Franz Eduard Otto
- 1861 – 26. Januar 1870: Hugo Moritz Herman
- 1. Juni 1870 – 30. September 1874: Otto Theodor Meusel
- 1874 – 1888 Albert Friedrich Wilhelm Faber
- 1888 – 13. April 1892: Alfred August Mortag
- 1893 – 17. September 1900: Theodor von Dietel
- 1901 – 12. November 1918: Ernst August von Meding

Nach der Novemberrevolution wurde 1918 bis 1919 die Regierung aus William Oberländer, Arthur Drechsler und Paul Kiß gebildet.

## Wirtschaft
Insbesondere die Textilindustrie war in Reuß ä. L. stark vertreten. 1860 wurde an Stelle der Leinen- und Baumwollweberei die Kammgarnweberei eingeführt. Zur Veredelung der Weberei-Erzeugnisse gab es Färbereien und Appreturanstalten. 1864 wurde in Greiz der erste mechanische Webstuhl aufgestellt. Im Jahr 1900 gab es 10.876 Webstühle.

## Verwaltungsgliederung
An der Spitze des Staates stand der Fürst. Darunter bestand eine zweistufige Verwaltungsorganisation.

### Geheimes Kabinett
Das Geheime Kabinett war eine Behörde die direkt für den Landesherrn und das Fürstenhaus tätig war. Das Kabinett bearbeitete die Angelegenheiten des fürstlichen Hauses. Dazu gehörten teilweise auch außenpolitische Funktionen. Dem Kabinett nachgeordnet war die Schatullenverwaltung der fürstlichen Familie.

### Kammer
Das Kammer war als Behörden für die Finanzen des Landesherrn und das Fürstenhaus zuständig. Dazu gehörte die Verwaltung des fürstlichen Besitzes, insbesondere der Domänen und der Schlösser. Die Einnahmen der Kammer aus den fürstlichen Gütern und Einkünften dienten der Finanzierung des Fürstenhauses, eine Zivilliste bestand nicht. Der Kammer waren nachgeordnet: das Fürstliche Forstdepartement, die Fürstliche Hofhaltung, die Adjutantur, der Fürstliche Marstall, die Generalkasse und die Forstgeldeinnahme, das Rentamt und die Fürstliche Hofwirtschaft.

### Landesregierung
Die Fürstliche Landesregierung mit der Landeskasse (so die Bezeichnung ab 1852) war die obere Behörde für die innere Verwaltung, die Justizverwaltung (bis 1868), das staatliche Finanzwesen und die Beziehung zu den Reichsbehörden (seit der Reichsgründung 1871). Bis 1868 war sie auch Gericht mittlerer Instanz (diese Aufgabe ging auf das gemeinsame Appellationsgericht Eisenach über).
An der Spitze der Landesregierung stand ein Regierungspräsident, der gleichzeitig Präsident des Konsistoriums war. Die Landesregierung bestand daneben aus mehreren Regierungsräten. Die Regierung war bis zum Ende des Fürstentums nicht nach dem Ressortprinzip, sondern nach dem Kollegialitätsprinzip organisiert. Dies stellte im deutschen Kaiserreich einen Anachronismus dar.
Unterbehörden waren die 5 Ämter (Obergreiz, Untergreiz, Dölau, Burgk und Zeulenroda) und die Stadträte der Städte Greiz und Zeulenroda. Die Ämter Obergreiz, Untergreiz und Dölau wurden 1855 zum Justizamt Greiz zusammengefasst.

### Konsistorium
Das Fürstliche Konsistorium war die Oberbehörde für Kirchen- und Schulangelegenheiten. Die vier Mitglieder waren der Regierungspräsident als Konsistoriumspräsident, der Superintendent und Stadtpfarrer von Greiz in seiner Eigenschaft als Konsistorialrat, einem Regierungsrat, der ebenfalls gleichzeitig Konsistorialrat war, und einem Kirchenrat (zumeist der Archidiakon von Greiz). Daneben wirkte in Schulsachen der Landesschulinspektor (dieser war typischerweise gleichzeitig Direktor des Fürstlichen Lehrerseminars) im Konsistorium mit. Auch das Konsistorium war bis 1868 als Gericht (für Kleriker sowie in Ehesachen und als Nachlassgericht) tätig.

### Verwaltungsreform von 1868
1868 wurde die Verfassung erlassen und eine Verwaltungsreform durchgeführt. Im Rahmen der Trennung der Rechtsprechung von der Verwaltung wurde am 1. Oktober 1868 ein Landratsamt in Greiz für das gesamte Fürstentum eingerichtet. In der Exklave Burgk übernahm das dortige Justizamt einen Teil der Befugnisse des Landratsamts.
Verwaltungsgliederung mit Einwohnerzahl 1871
| Landratsamt               | Einwohner 1871 |
| ------------------------- | -------------- |
| Burgk, Amtsgerichtsbezirk | 5.097          |
| Greiz                     | 39.997         |

| Fürstentum Reuß älterer Linie                                                                                                  | Fürstentum Reuß älterer Linie                                                                                                  | Fürstentum Reuß älterer Linie | Fürstentum Reuß älterer Linie |
| --- | --- | ----------------------------- | ----------------------------- |
| Gesamt: | Gesamt: | 72.769                        | 72.769                        |
| Amtsgerichtsbezirk Burgk | Amtsgerichtsbezirk Burgk | Landratsamt Greiz             | Landratsamt Greiz             |
| Gesamt: | 4.824 | Gesamt:                       | 67.945                        |
| Kommune | Einwohnerzahl | Kommune                       | Einwohnerzahl                 |
| Remptendorf | 1.174 | Greiz                         | 23.245                        |
| Möschlitz | 628 | Zeulenroda                    | 10.389                        |
| Friesau | 583 | Irchwitz                      | 4.477                         |
| Crispendorf | 462 | Fraureuth                     | 3.369                         |
| Zoppoten | 443 | Pohlitz                       | 3.329                         |
| Röppisch | 307 | Reudnitz                      | 1.610                         |
| Plothen (reußischer Anteil)(1)                                                                                                 | 263 | Hermannsgrün                  | 1.541                         |
| Neundorf | 209 | Dölau                         | 1.044                         |
| Burgk | 189 | Obergrochlitz                 | 958                           |
| Rauschengesees | 146 | Schönfeld                     | 839                           |
| Pahnstangen | 142 | Caselwitz                     | 802                           |
| Grochwitz | 139 | Kurtschau                     | 747                           |
| Mönchgrün | 71 | Naitschau                     | je 732                        |
| Dörflas | 68 | Sachswitz                     | je 732                        |
| Forstbezirk Burgk | 0 | Neugommla                     | 728                           |
| | | Rothenthal                    | 708                           |
| Pöllwitz (Anteil Reuß ä. L.)(2)                                                                                                | 671 |                               |                               |
| Bernsgrün | 670 |                               |                               |
| Cossengrün | 669 |                               |                               |
| (1) anderer Teil zu: Ghztm. Sachsen-Weimar-Eisenach (V. Verwaltungsbezirk)                                                     | (1) anderer Teil zu: Ghztm. Sachsen-Weimar-Eisenach (V. Verwaltungsbezirk)                                                     | Kleinreinsdorf                | je 566                        |
| (2) anderer Teil zu: Fstm. Reuß jüngerer Linie (Landratsamt Gera)                                                              | (2) anderer Teil zu: Fstm. Reuß jüngerer Linie (Landratsamt Gera)                                                              | Moschwitz                     | je 566                        |
| (3) anderer Teil zu: Kgr. Sachsen (Amtshauptmannschaft Plauen)                                                                 | (3) anderer Teil zu: Kgr. Sachsen (Amtshauptmannschaft Plauen)                                                                 | Raasdorf                      | 496                           |
| (4) anderer Teil zu: 4) Ghztm. Sachsen-Weimar-Eisenach (V. Verwaltungsbezirk). und: Kgr. Sachsen (Amtshauptmannschaft Zwickau) | (4) anderer Teil zu: 4) Ghztm. Sachsen-Weimar-Eisenach (V. Verwaltungsbezirk). und: Kgr. Sachsen (Amtshauptmannschaft Zwickau) | Altgommla                     | 488                           |
| (5) 85 Einwohner sind bei Greiz enthalten                                                                                      | (5) 85 Einwohner sind bei Greiz enthalten                                                                                      | Hohndorf                      | 476                           |
| | | Nitschareuth                  | 456                           |
| Mehla | 399 |                               |                               |
| Zoghaus | 378 |                               |                               |
| Untergrochlitz | 357 |                               |                               |
| Fröbersgrün | je 349 |                               |                               |
| Wildetaube | je 349 |                               |                               |
| Daßlitz | 343 |                               |                               |
| Kahmer | 330 |                               |                               |
| Brückla | 322 |                               |                               |
| Arnsgrün | 320 |                               |                               |
| Reinsdorf | 316 |                               |                               |
| Görschnitz (reußischer Anteil)(3)                                                                                              | 301 |                               |                               |
| Gottesgrün | 300 |                               |                               |
| Schönbach | 296 |                               |                               |
| Tschirma | 282 |                               |                               |
| Dobia | je 246 |                               |                               |
| Wellsdorf | je 246 |                               |                               |
| Neugernsdorf | 226 |                               |                               |
| Waltersdorf | 206 |                               |                               |
| Sorge (reußischer Anteil)(4)                                                                                                   | 198 |                               |                               |
| Mohlsdorf | 186 |                               |                               |
| Erbengrün | 178 |                               |                               |
| Hohenölsen (reußischer Anteil)(1)                                                                                              | je 172 |                               |                               |
| Lunzig | je 172 |                               |                               |
| Wolfshain | 130 |                               |                               |
| Altgernsdorf | 125 |                               |                               |
| Kühdorf | je 114 |                               |                               |
| Neudörfel | je 114 |                               |                               |
| Leiningen | 103 |                               |                               |
| Büna | 102 |                               |                               |
| Hainsberg | 91 |                               |                               |
| Kauern | 82 |                               |                               |
| Schönbrunn | 76 |                               |                               |
| Hain | 72 |                               |                               |
| Eubenberg | je 54 |                               |                               |
| Gablau | je 54 |                               |                               |
| Frotschau | 48 |                               |                               |
| Forstbezirk Heinrichsgrün | je 0 |                               |                               |
| Forstbezirk Herrmannsgrün | je 0 |                               |                               |
| Forstbezirk Obere Haardt | je 0 |                               |                               |
| Forstbezirk Pohlitz | je 0 |                               |                               |
| Forstbezirk Untere Haardt | je 0 |                               |                               |
| Schloßgemeinde Greiz(5) | 85 |                               |                               |

## Währung und Postregal
Das Fürstentum trat 1838 dem Dresdner Münzvertrag bei. Zwei Taler im preußischen 14-Taler-Münzfuß entsprachen nun 3 1⁄2 süddeutschen Gulden im 24 1⁄2-Gulden-Fuß, was als gemeinsame Vereinsmünze der „contrahierenden Staaten“ gelten sollte. Diese Vereinsmünze zu „2 Taler = 3 1⁄2 Gulden“ war in jedem Zollvereins-Land gesetzlich gültig – unabhängig davon, wer der jeweilige Emittent der Vereinsmünze war. Mehrere Linien Reuß prägten eigene Münzen im preußischen Münzfuß (1 Reichstaler zu 24 Groschen zu 288 Pfennigen, ab 1838 1 Taler zu 30 Silbergroschen zu 360 Pfennigen):
- Reuß älterer Linie (Reuß-Greiz) 1806–1909, Münzstätten bestanden in Saalfeld vor 1840, in Hannover 1875–1877, in Berlin 1840–1909,
- Reuß-Lobenstein-Selbitz 1807, Münzstätte Saalfeld,
- Reuß-Lobenstein-Ebersdorf 1812–1847, Münzstätte Berlin,
- Reuß jüngerer Linie (Reuß-Schleiz-Gera) 1816–1884, Münzstätten Saalfeld vor 1840, Berlin 1840–1884.

Erst mit der Einführung der Mark als Reichswährung zum 1. Januar 1876 nach dem Gesetz vom 4. Dezember 1871 wurde die Zersplitterung des Währungswesens aufgehoben.
Die Thurn-und-Taxis-Post sicherte sich durch Verträge mit den Fürstentümern Reuß das Postregal:
- 17. März 1809 mit Reuß-Lobenstein und Reuß-Ebersdorf,
- 21. März 1809 mit Reuß-Greiz,
- 1. März 1816 mit Reuß-Schleiz
- 1. März 1817 mit Reuß-Schleiz, Reuß-Lobenstein und Reuß-Ebersdorf wegen der gemeinsamen Herrschaft Gera.

Schon äußerlich war die gemeinsame Verwaltung am Namen, an den Postwappen und an den Uniformen, die sich durch verschiedene Kragenfarben unterschieden, zu erkennen. So lautete der Name der Postanstalt: „Fürstlich Reußsche, Fürstlich Thurn und Taxissche Lehenspostexpedition“. Das Postwappen vereinte demzufolge beide Wappen, unten das Reußer, darüber das fürstlich Thurn und Taxissche. Von 1852 bis 1866 gab die Thurn-und-Taxis-Post eigene Briefmarken in zwei verschiedenen Währungen aus. Reuß gehörte zum Nördlichen Bezirk mit Groschenwährung. Ab 1867 ging das Postregal an Preußen über.

## Gerichtswesen
Die Gerichtsbarkeit oblag dem Oberlandesgericht in Jena. Dies war zuständig für die vier sachsen-ernestinischen Staaten, das Fürstentum Schwarzburg-Rudolstadt und die beiden reußischen Fürstentümer sowie die preußischen Kreise Schmalkalden, Schleusingen und Ziegenrück. Das Fürstentum Reuß älterer Linie bildete den Bezirk des Landgerichtes Greiz, mit den drei Amtsgerichten Burgk, Greiz, Zeulenroda.

## Militär
Als Mitglied des Deutschen Bundes stellte das Fürstentum ein Kontingent von 223 Mann Infanterie und gehörte zum 12. Bataillon der Reservedivision des Bundesheeres. Seit der Gründung des Deutschen Bundes unterhielten beide Fürstentümer gemeinsam ein Bataillon Infanterie von 745 Mann. 1854 wurde die Friedensstärke auf sechs Kompanien erhöht, wobei Reuß ä. L. eine Jägerabteilung zu zwei, Reuß j. L. ein Bataillon zu vier Kompanien stellte.
Das fürstlich-reußische Militär beider Linien bildete nach der am 4. Februar 1867 mit Preußen geschlossenen Militärkonvention im Deutschen Kaiserreich gemeinsam mit den Kontingenten von Sachsen-Altenburg und von Schwarzburg-Rudolstadt das 7. thüringische Infanterieregiment Nr. 96, das zum 4. preußischen Armeekorps in Magdeburg gehörte. Ein Bataillon lag in Gera in Garnison, von dem allmonatlich ein kleines Detachement nach Greiz abgeschickt wurde.

## Wappen
Beide Fürstentümer Reuß führten ein gemeinsames Wappen. Blasonierung: Das Wappen bestand aus einem quadrierten Schild. In den Feldern:
- Felder 1 und 4: In Schwarz ein stehender goldener Löwe. (Vögte von Plauen als Stammherren des Fürstentums Reuß)
- Felder 2 und 3: In Silber ein goldener Kranich. (Herrschaft Kranichfeld. Das Oberkranichfeld kam 1453 von den Burggrafen von Kirchberg an die Herren Reuß von Plauen, 1615 an Sachsen-Weimar, 1620 an Schwarzburg, 1663 an Sachsen-Gotha und 1826 schließlich an Sachsen-Meiningen. Dennoch führten die Fürsten von Reuß den Kranich prominent im Wappen.)

Die Landesfarben waren Schwarz-Rot-Gold.

## Weitere Daten
- Bevölkerung: 68.396 (1900)
- Städte: Greiz (1811: 4.000 Einwohner, 1910: 23.245 Einwohner), Zeulenroda
- Exklaven: Zeulenroda, Neudörfel, Görschnitz, Rauschengesees, Burgk mit Möschlitz und Remptendorf, Plothen und Röppisch

Orte mit mehr als 2.000 Einwohnern im Jahr 1910:
| Ort        | Einwohner 1. Dez. 1910 |
| ---------- | ---------------------- |
| Greiz      | 23.245                 |
| Zeulenroda | 10.389                 |
| Irchwitz   | 4.477                  |
| Fraureuth  | 3.369                  |
| Pohlitz    | 3.329                  |